# Satsuki Nakayama
Satsuki Nakayama (中山 咲月, Nakayama Satsuki) (nascido em Tóquio em 17 de setembro de 1998) é um modelo e ator japonês, conhecido por interpretar Naki em Kamen Rider Zero-One e Shima Nishina em Watashi ga Motete Dōsunda. Ele começou sua carreira como modelo exclusivo da revista Pichi Lemon e mais tarde se tornou um dos modelos de destaque da subcultura da moda sem gênero do Japão. Nakayama se assumiu um homem transgênero em 2021 e assexual.

## Carreira
Em 2011, aos 12 anos, Nakayama tornou-se modelo exclusivo da revista Pichi Lemon. Depois de ver fotos da modelo coreana Kaito no site de uma marca de moda, ele se inspirou em sua aparência andrógina e começou a usar roupas mais andróginas, tornando-se uma figura influente para a subcultura da moda sem gênero do Japão.
Em 2018, Nakayama fez sua primeira aparição como ator na adaptação em live-action para televisão de Chūgakusei Nikki. Mais tarde, estreou no cinema em Nunuko no Seisen: Harajuku Story, interpretando Akihisa Kubo, personagem vocalista da banda fictícia Orion. Em 2019, desempenhou o papel de Kaoru na websérie da Y!mobile Parallel School Days, que mais tarde teve seu lançamento nos cinemas. Em 2020, Nakayama figurou no filme Kamen Rider Zero-One e sua série spin-off em Direct-to-Blu-ray Project Thouser, como Naki, um personagem confirmado pelo produtor Takahito Omori como sem gênero.
Nakayama foi escalado para estrelar a adaptação teatral de 2020 J no Subete (Jの総て) como Rita Barthelme; porém, devido à pandemia de COVID-19, a estreia foi cancelada. Em 2021, publicou o ensaio fotográfico Museiai (無性愛, Assexualidade) pela editora Wani Books. No ano seguinte, foi modelo da marca de unhas de gel Esshimo. Em 2023, interpretou Izumi Takabayashi em um filme da série Takumi-kun e Shuten Douji no filme de Touken Ranbu de 2023.
Nakayama é embaixador da marca de roupas unissex Blakichy e parceiro de sua marca irmã Kinglymask. Ele também possui sua própria linha de moda, Xspada.

## Vida pessoal
Em 2019, Nakayama se revelou assexual e não binário em seu blog, bem como em uma entrevista para a Vogue Girl, expressando seu desejo de não ser definido como homem ou como mulher. Em agosto de 2021, ele se assumiu um homem transgênero.

## Filmografia

### Televisão
| Ano  | Título                          | Papel                 | Emissora | Ref.   |
| ---- | ------------------------------- | --------------------- | -------- | ------ |
| 2018 | Chūgakusei Nikki                | Sarasa Aoyama         | TBS      | [ 3 ]  |
| 2020 | Zero-One                        | Naki/Kamen Rider Naki | TV Asahi | [ 5 ]  |
| 2020 | Project Thouser                 | Naki                  |          | [ 5 ]  |
| 2022 | Fukō-kun wa Kisu Suru Shikanai! | Mugi Sasaki           | MBS      | [ 17 ] |

### Filmes
| Ano  | Título                                       | Papel           | Ref.   |
| ---- | -------------------------------------------- | --------------- | ------ |
| 2018 | Nunuko no Seisen: Harajuku Story             | Akihisa Kubo    | [ 3 ]  |
| 2019 | Parallel School Days                         | Kaoru           | [ 4 ]  |
| 2020 | Watashi ga Motete Dōsunda                    | Shima Nishina   | [ 18 ] |
| 2020 | Kamen Rider Zero-One the Movie               | Naki            | [ 5 ]  |
| 2021 | Zero-One Others: Kamen Rider Metsubou Jinrai | Naki            | [ 5 ]  |
| 2023 | Touken Ranbu The Movie 2                     | Shuten Dōji     | [ 19 ] |
| 2023 | Takumi-kun                                   | Izumi Tabayashi | [ 9 ]  |